# Szlak rowerowy 324S
Szlak rowerowy 324 s – czarny znakowany szlak turystyczny w województwie śląskim.

## Opis
Przejazd trasą rowerową nr 324 Wodzisław Śląski - Karwina rozpoczynamy od głównej bramy wjazdowej stadionu MOSiR w Wodzisławiu Śląskim. Wyjeżdżamy w prawo na ulice Bogumińską i po około 100 metrach przecinamy drogą krajową nr 78 i kierujemy się prosto w ulicę Skrzyszowską. Po przejechaniu pół kilometra skręcamy w lewo i dalszą część trasy pokonujemy boczną drogą (ul. Piaskowa). Po pokonaniu wiaduktu nad torami kolejowymi skręcamy w prawo i nieco ponad dwukilometrowym odcinkiem drogi asfaltowej dojeżdżamy do osiedla 1 Maja. Tam opuszczamy teren miasta Wodzisławia Śląskiego i wjeżdżamy do gminy Mszana. Na terenie Gminy Mszana ulicą Akacjową przejeżdżamy około 1 kilometra, po czym przecinamy ulicę 1 Maja i jedziemy dalej prosto ulicą Marii Konopnickiej. Po przebyciu 450 metrów skręcamy najpierw w lewo i zaraz potem w prawo. Po 300 metrach docieramy do kolejnego skrzyżowania i kierujemy się w lewo w ulicę Mickiewicza. Odtąd, jadąc przez półtora kilometra wzdłuż granicy z gminą Godów przekraczamy ją po zatoczeniu niewielkiego łuku, tuż po przejechaniu linii kolejowej.
Podróż po gminie Godów rozpoczynamy odcinkiem utwardzonym łupkiem, który po około pół kilometra przechodzi w ścieżkę o nawierzchni asfaltowej. Ulicą Ks. Wallacha dojeżdżamy do placu przy kościele pod wezwaniem św. Michała Archanioła w Skrzyszowie - warto wejść do środka i zobaczyć obrazy św. Wawrzyńca oraz drogi krzyżowej z XVIII wieku - z którego kierujemy się na południe (w lewo) w stronę ulicy Sobieskiego. Trzeba pamiętać, aby po dojechaniu do ul. 1 Maja wykonać dość ostry skręt w lewo (nie wjeżdżamy na ul. 1 Maja). Wkrótce wjeżdżamy w las, kończy się nawierzchnia asfaltowa. Tuż niedaleko pomiędzy ul. Sobieskiego i 1 Maja w Skrzyszowie znajduje się kort tenisowy. Po pokonaniu odcinka około jednego kilometra, po przekroczeniu nieczynnej linii kolejowej nasz szlak rowerowy łączy się z szlakiem rowerowym 24 c. Jedziemy dalej ulicą Sobieskiego, aby w pobliżu kapliczki dotrzeć do ulicy Cmentarnej. W pobliżu, na ulicy Sobieskiego znajduje się ferma strusi oraz warsztat samochodowy gdzie można usunąć usterki roweru. Na tym skrzyżowaniu opuszczamy wspomniany szlak 24 c i kierujemy się na południe w stronę zabytkowego kościoła pod wezwaniem św. Anny w Gołkowicach, który warto przy okazji odwiedzić. Przejeżdżamy około 100 m ulicą 1 Maja i zaraz za kościołem skręcamy w prawo w ul. Celną, którą dojeżdżamy prosto do byłego przejścia granicznego Gołkowice - Zawada. 
Znajdujemy się na rowerowej Permonikovej Trasie. Po przekroczeniu granicy przejeżdżamy około 1 kilometra i przed przejazdem kolejowo-drogowym skręcamy w lewo. Równolegle do linii kolejowej dojeżdżamy po około 3 kilometrach do ronda, na którym kierujemy się w prawo, przejeżdżamy pod wiaduktem i Permonikovą Trasą jedziemy prosto w stronę Karwiny, którą osiągamy po mniej więcej 7 kilometrach.

## Przebieg szlaku
| Odległość | Atrakcje           | Punkt                          | Skrzyżowania szlaków |
| --------- | ------------------ | ------------------------------ | -------------------- |
| 0,0 km    |                    | Wodzisław Śląski Stadion Aleja |                      |
|           | kopalnia           | Wilchwy                        |                      |
|           |                    | Mszana                         |                      |
|           | kościół            | Skrzyszów                      |                      |
|           | kaplica · cmentarz | Godów                          | Chałupki - Jasnowice |
|           | kaplica            | Gołkowice                      |                      |
|           |                    | Zawada                         |                      |
|           |                    | Piotrowice koło Karwiny        |                      |
| 25,5 km   |                    | Karwina                        |                      |

## Galeria

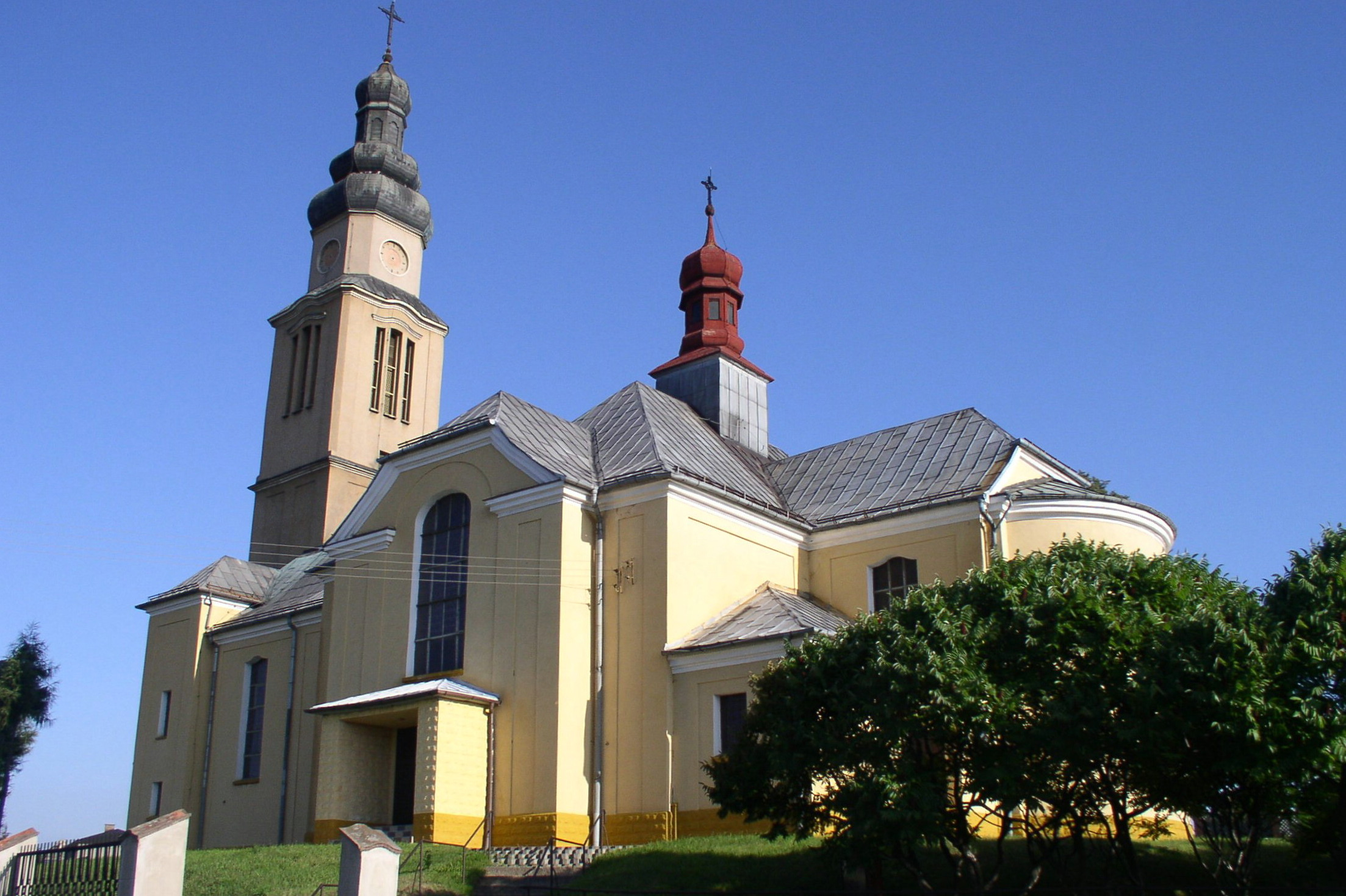
Kościół pod wezwaniem św. Michała Archanioła w Skrzyszowie